# Мищенко, Алексей Дмитриевич
Алексей Дмитриевич Мищенко (1918—1994) — полковник Советской Армии, участник Великой Отечественной войны, Герой Советского Союза (1945).

## Биография
Алексей Мищенко родился 11 марта 1918 года в селе Зуевцы (ныне — Миргородский район Полтавской области Украины). После окончания семи классов школы работал в колхозе. В 1938 году Мищенко был призван на службу в Рабоче-крестьянскую Красную Армию. В 1942 году он окончил Саратовское танковое училище. С июля того же года — на фронтах Великой Отечественной войны.
К апрелю 1945 года майор Алексей Мищенко командовал 90-м отдельным мотоциклетным батальоном 9-го танкового корпуса 1-го Белорусского фронта. Отличился во время штурма Берлина. 21 апреля 1945 года Мищенко во главе двух разведгрупп проник в Берлин и провёл разведку немецкой обороны, что способствовало успешному разгрому корпуса. 23 апреля 1945 года разведгруппа Мищенко потопила две баржи на озере Хавель к западу от Берлина, на которых находилось порядка пятисот немецких солдат и офицеров, а также уничтожила 8 немецких самолётов на аэродроме. Всего же 16-29 апреля 1945 года батальон Мищенко уничтожил 2 танка, 15 артиллерийских орудий, 48 автомашин, 70 повозок, 2 склада, около 800 вражеских солдат и офицеров.
Указом Президиума Верховного Совета СССР от 31 мая 1945 года за «образцовое выполнение боевых заданий командования и проявленные при этом мужество и героизм» майор Алексей Мищенко был удостоен высокого звания Героя Советского Союза с вручением ордена Ленина и медали «Золотая Звезда» за номером 6412.
После окончания войны Мищенко продолжил службу в Советской Армии. В 1955 году он окончил Центральные бронетанковые курсы усовершенствования офицерского состава, в 1964 году — Военную академию имени М. В. Фрунзе. В 1971 году в звании полковника Мищенко был уволен в запас. Проживал в Киеве. 
Умер 15 августа 1994 года, похоронен на Лесном кладбище Киева.
Был также награждён двумя орденами Красного Знамени, орденом Александра Невского, двумя орденами Отечественной войны 1-й степени, орденом Отечественной войны 2-й степени, двумя орденами Красной Звезды, рядом медалей и иностранным орденом.